# Compagnie des Alpes
Die Compagnie des Alpes (auch Cie des Alpes oder CdA) ist ein 1989 in Chambéry gegründeter Betreiber von Wintersportgebieten und Freizeitparks. Das Unternehmen gehört zu 42 Prozent dem Staatsunternehmen Caisse des dépôts et consignations und ist im französischen Aktienindex CAC Small gelistet. Die Freizeitparks von CdA empfangen jährlich rund 10 Millionen Besucher und das Unternehmen ist der zweitgrößte Freizeitparkbetreiber in Europa.

## Geschichte
Die dem französischen Staat gehörende Bank Caisse des Dépôts übernahm 1989 die Skigebiete in Tignes, Chamonix, Les Arcs, La Plagne, Peisey-Vallandry sowie Les Menuires. So wurde die Compagnie des Alpes gegründet und am 18. November 1994 trat das neu gegründete Unternehmen an den Second Marché der Pariser Börse. Die durch den Börsengang eingenommenen Mittel wurden für den weiteren Ausbau des Skigebietnetzes eingesetzt. Es wurden die Gebiete Grand Massif und Méribel übernommen und durch die Übernahme von Courmayeur wurde der italienische Markt erschlossen. Kurz darauf wurden Skigebiete wie Verbier, Saas-Fee und Aletsch Riederalp anteilweise übernommen. Die Kriterien waren jeweils, dass es schneesichere Regionen in guter Lage im Mittel-& Hochpreissektor sind.
Da die alleinige Spezialisierung auf die Skigebiete als sehr riskant eingestuft wurde, übernahm die CdA 2002 die börsennotierte Grévin & Cie, welche 1989 aus dem Parc Astérix entstand. Der Grévin & Cie gehören zwei Aquarien, ein Miniaturenpark, das Wachsfigurenmuseum Musée Grévin, das Dolfinarium Harderwijk, der Avonturenpark Hellendoorn, das Fort Fun Abenteuerland sowie der Parc Bagatelle. Weiter wurden 2003 der Aquaparc in Le Bouveret und 2004 der Panorama-Park Sauerland übernommen. Ebenfalls 2004 übernahm CdA den Pleasurewood Hills Park in England.
2005 übernahm CdA den französischen Freizeitpark La Mer de Sable und einen Tierpark mit Delfinarium und Autosafari, den Planète Sauvage in der Bretagne. Im gleichen Jahr wurde der Konzernsitz von Chambéry nach Boulogne-Billancourt bei Paris verlagert. 2006 wurden für 240 Millionen Euro fünf Parks der StarParks-Gruppe (Walibi Belgium, Walibi Holland, Walibi Rhône-Alpes, Walibi Sud-Ouest und Bellewaerde) übernommen und im Zuge dieser Übernahme wurde der Name Grévin & Cie abgelegt und die Freizeitparkdivision in CDAparks umbenannt.
Die CdA gliederte 2007 die Skistationen der Sofival (Val-d’Isère, La Rosière, Avoriaz und Valmorel) in die CDAski ein. Die Besitzerfamilie von Sofival wurde dabei mit zehn Prozent am Kapital der CdA beteiligt.
2019 übernahm die CdA den Familypark, im österreichischen Burgenland.
Im April 2025 übernahm die CdA den Leipziger Freizeitpark Belantis vollständig von Parques Reunidos zu einem Kaufpreis von 22 Millionen Euro.

## Betriebene Wintersportgebiete

### Eigentümer
| Name                      | Standort       | Land       |
| ------------------------- | -------------- | ---------- |
| La Plagne                 | Savoie         | Frankreich |
| Les Arcs                  | Savoie         | Frankreich |
| Peisey & Vallandry        | Peisey         | Frankreich |
| Tignes                    | Val-d’Isère    | Frankreich |
| Val d'Isère               | Val-d’Isère    | Frankreich |
| Les Menuires              | Les Menuires   | Frankreich |
| Méribel                   | Méribel        | Frankreich |
| Serre Chevalier Vallée    | Saint-Chaffrey | Frankreich |
| Flaine                    | Flaine         | Frankreich |
| Samoëns - Morillon - Sixt | Samoëns        | Frankreich |

### Beteiligung
| Name                             | Standort   | Land       |
| -------------------------------- | ---------- | ---------- |
| Chamonix-Mont-Blanc              | Chamonix   | Frankreich |
| Megève                           | Megève     | Frankreich |
| Avoriaz 1800 / Portes du Soleil  | Châtel     | Frankreich |
| La Rosière - Espace San Bernardo | La Rosière | Frankreich |
| Valmorel                         | Savoie     | Frankreich |

## Betriebene Attraktionen

### Freizeitparks
| Name                   | Standort                       | Land        |
| ---------------------- | ------------------------------ | ----------- |
| Belantis               | Leipzig                        | Deutschland |
| Bellewaerde            | Ypern                          | Belgien     |
| Family Park            | St. Margarethen im Burgenland  | Österreich  |
| France Miniature       | Élancourt                      | Frankreich  |
| Futuroscope            | Chasseneuil-du-Poitou          | Frankreich  |
| Jardin d’Acclimatation | Paris                          | Frankreich  |
| Parc Astérix           | Plailly                        | Frankreich  |
| Walibi Belgium         | Wavre                          | Belgien     |
| Walibi Holland         | Biddinghuizen                  | Niederlande |
| Walibi Rhône-Alpes     | Les Avenières-Veyrins-Thuellin | Frankreich  |

### Museen
| Name            | Standort          | Land       |
| --------------- | ----------------- | ---------- |
| Chaplin’s World | Corsier-sur-Vevey | Schweiz    |
| Grévin Paris    | Paris             | Frankreich |

### Wasserparks
| Name                 | Standort | Land    |
| -------------------- | -------- | ------- |
| Aqualibi Belgium     | Wavre    | Belgien |
| Bellewaerde Aquapark | Ypern    | Belgien |

## Mitbewerber in Europa
- Merlin Entertainments Group
- The Walt Disney Company (in Europa nur Disneyland Paris)
- Parques Reunidos
- Aspro Parks
- Studio 100